# Russiaball
Russiaball (рус. Рашаболл / Россияболл / Россияшар) — один из ключевых персонажей Countryballs.

## Образ

### Общая характеристика

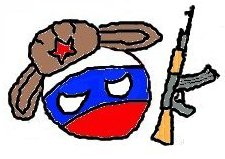
Russiaball в шапке-ушанке с AK-47

Russiaball — Самый большой кантриболл среди всех. Его размер отражает не только площадь страны, но и роль в истории. 
Во Вселенной кантриболлов персонаж авторитарен, проявляет имперские амбиции, склонен к экспансии, регулярно стремится спасти всех, но результат не всегда удовлетворяет самих спасённых. Некоторые представляют его агрессивным и пьяным.
В качестве национальных атрибутов Russiaball может использовать шапку-ушанку с красной звездой или военной кокардой на ней (также может носить балалайку). Это показывает российские холода и саму воинственность страны, что также может быть продемонстрировано добавленным к России автоматом Калашникова.
Под видом занимательного сюжета в комиксах часто продвигаются политически значимые идеи. Идеологическая функция комиксов заключается в формировании определённой системы взглядов и представлений о российском государстве и внешней политике. С помощью простой и понятной формы в сознание интернет-пользователей можно внедрить образ России как великого и могущественного игрока на мировой арене или, напротив, дряхлой империи с хищническими инстинктами. Например в одном из комиксов представлен проблеск знаменитого прошлого России, когда она успешно сопротивлялась кампании Наполеона в России и вторжению стран «оси» в Советский Союз, подчёркивающий недооценку захватчиками и их неспособность адаптироваться к холодным условиям русской зимы. Сообщение «никто не может пережить русскую зиму» оспаривается беззаботным присутствием Канады и Квебека. В комиксе о России, где она заботливо зовёт «Крымка, домой! Аляска!» создаётся привлекательный образ великой державы-матери. Комиксы с подобным патриотическим посылом в большом количестве представлены в социальных сетях, хотя на некоторых сайтах авторы контента стараются дистанцироваться от «ура-патриотов» и националистов, утверждая, что их комиксы вне политики.

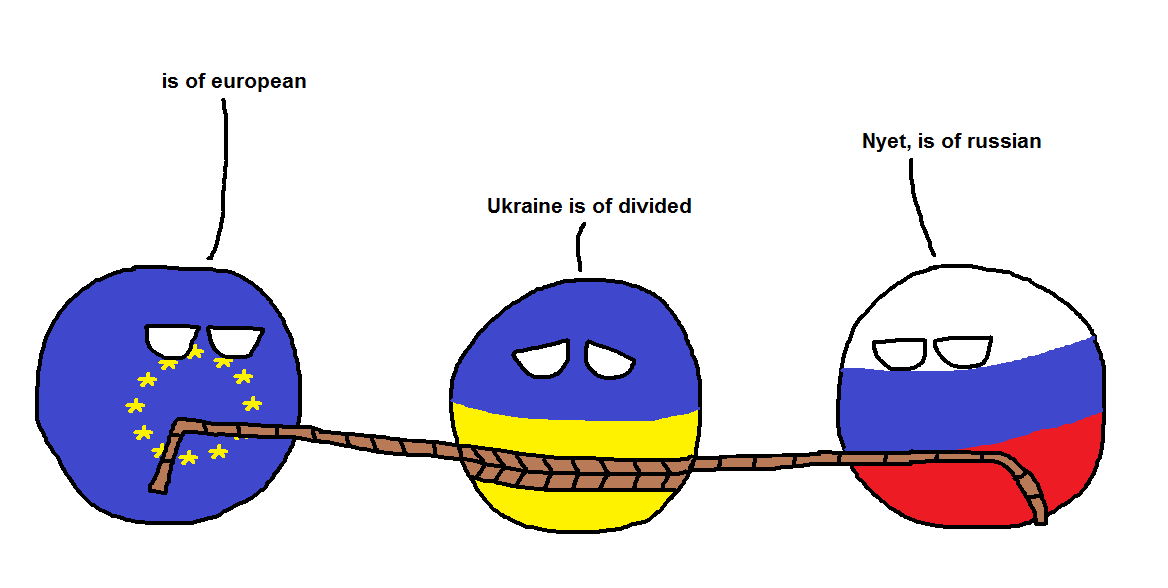
Комикс Countryballs, иллюстрирующий политическое и культурное разделение Украины на Запад и Восток

### Российско-украинские отношения (2014)
В 2014 году на первый план вышли события, связанные с аннексией Крыма Россией, обострившимися российско-украинскими отношениями и последовавшими за ними событиями. Авторы фан-артов и интернет-пользователи в целом активно выражали своё отношение к военным действиям, особенно враждебное отношение к странам, являющимся политическими противниками.
К примеру в одном из комиксов демонстрируется акцент на превосходстве России, а также попытка дискредитации украинской политики в глазах граждан с целью наращивания среди них социального недовольства. На другом рисунке изображены кантриболы США (USAball), ЕС (EUball), Украины (Ukraineball) и УПА, а также России и Донецкой Народной Республики. Здесь продемонстрированы агрессивность и коварство США и изображение России праведником и спасителем.
Украинский исследователь Андрей Рудик отмечает, что комиксы Countryballs, в которых российские интернет-пользователи высмеивали Украину, появились задолго до Евромайдана и протестов на Юго-Востоке Украины.

### Российско-турецкие отношения (2015)
В связи с обострением российско-турецких отношений после уничтожения российского Су-24 в Сирии стали делаться интернет-мемы по поводу России и Турции. Например в Facebook интернет-пользователи в своих комиксах часто показывали Россию злой, но умной, а Турцию — злой и глупой; её также изображали в качестве агрессивного, недальновидного персонажа. В отношении языков во ВКонтакте наблюдалась абсолютная однородность — все посты создавались на русском языке. В Facebook же был представлен смешанный вариант, состоящий из русского и английского языков, в котором русский язык передаёт междометие. Большинство постов в Facebook были сделаны с позиции «наблюдателя», которые пытались показать две агрессивные и недальновидные стороны. Некоторые посты носили провокационный характер.
Во ВКонтакте также публиковались комиксы, касающиеся обвинения Турции в поддержке ИГИЛ. Примечательно, что образ жертвы не был хорошо распространён ни во ВКонтакте, ни в Facebook. Действия российской стороны были положительно оценены только российской общественностью ВКонтакте, в то время как сообщество Facebook ничего положительного в деятельности российской стороны не нашло.
Ни в одной из групп не было найдено чёткой оценки действий обеих сторон, поскольку нейтральным и положительным персонажем выступал лишь Европейский союз. Во ВКонтакте российская сторона в целом была оценена позитивно, однако повседневным проблемам, возникшим из-за разразившегося конфликта, давалась неоднозначная оценка. Так, пользователи выражали недовольство запретом на возможность проведения отдыха в Турции, внезапно ставшей враждебной России. Сам же образ Турции практически не демонизировался ни в одном паблике (однако в одном из постов президента Турции Реджепа Тайипа Эрдогана сравнили с Адольфом Гитлером).
В 2015 году в тематике российско-турецких отношения Турцию сравнивали чаще всего с неразумным ребёнком, страусом, неопытным военным, в то время как Россия выступала как агрессивный, сильный и бескомпромиссный персонаж (медведь, агрессор с битой, учитель).